# Großsteingräber bei Eyendorf
Die Großsteingräber bei Eyendorf liegen am Waldrand und in einer Birkengruppe am Märtenberg, südlich von Eyendorf, einer Gemeinde im Landkreis Harburg in Niedersachsen.
Die nicht mehr vollständigen Großsteingräber entstanden zwischen 3500 und 2800 v. Chr. als Megalithanlagen der Trichterbecherkultur (TBK). Zwei weitere, stark zerstörte Großsteingräber ohne Sprockhoff-Nr. liegen am Waldrand. Die Gräber wurden 1931 dem Völkerkundemuseum Hamburg gemeldet, dokumentiert und 1937 untersucht. Das Grab 1 wurde später mit Toto-Lotto-Mitteln umfassender untersucht und rekonstruiert. Neolithische Monumente sind Ausdruck der Kultur und Ideologie jungsteinzeitlicher Gesellschaften. Ihre Entstehung und Funktion gelten als Kennzeichen der sozialen Entwicklung.

## Beschreibung Grab I
Das Grab 1  mit der Sprockhoff-Nr. 678 wird auch unter der Bezeichnung Eyendorf 6 geführt. Es stellt das am besten erhaltene Grab dieser Gruppe dar. Vor der Ausgrabung im Jahre 1965 war nicht mehr als ein Haufen Findlinge in den Resten eines Hügels zu erkennen. Die Untersuchung des Helms-Museums unter Willi Wegewitz stellte nur noch wenige Tragsteine in situ fest, besonders das Ostende der Kammer war stark gestört. Im restaurierten Zustand zeigt es heute viele interessante Details. Die Zwickel zwischen den Tragesteinen der Kammer sind wieder mit Zwischenmauerwerk aus plattigen Steinen verfüllt. Zwei der einst vier Decksteine bedecken die ansonsten offene Kammer. Der Zugang in der Mitte der südlichen Langseite wird durch zwei Tragsteine flankiert. Auf dem Kammerboden fanden sich übereinander Reste von zwei Pflastern aus Rollsteinen. Die Ausmaße des Pflasters und die Standspuren verschleppter Tragsteine lassen die Annahme zu, dass es sich um ein Ganggrab gehandelt hat. Das Ganggrab ist eine Bauform jungsteinzeitlicher Megalithanlagen, die aus einer Kammer und einem baulich abgesetzten, lateralen Gang besteht. Diese Form ist primär in Dänemark, Deutschland und Skandinavien, sowie vereinzelt in Frankreich und den Niederlanden zu finden.
Erwartungsgemäß war von den Bestattungen nicht mehr viel nachzuweisen. In der Kammer und in der Nähe des Zugangs wurden zwei kleine Steinbeile und ein Meißel aus Feuerstein, sowie einige tiefstichverzierte Gefäßscherben aus der Erbauungszeit des Ganggrabes gefunden. Die Feuersteinbeile im Inneren der Kammer geben einen Hinweis darauf, dass im Zuge der Nachbestattungen durch die Kugelamphoren-Kultur (KAK) und Einzelgrabkultur die Primärbestattung ausgeräumt wurde.
Nach der Ausgrabung wurde das Grab mit Hilfe von Pionieren der Bundeswehr in den Zustand versetzt, in dem es sich heute der Öffentlichkeit bietet. Um die Kammer wurde der Hügel bis zur Oberkante der Tragsteine wieder aufgetragen. Die Umgebung Eyendorfs ist reich an archäologischen Denkmälern.

## Beschreibung Grab II

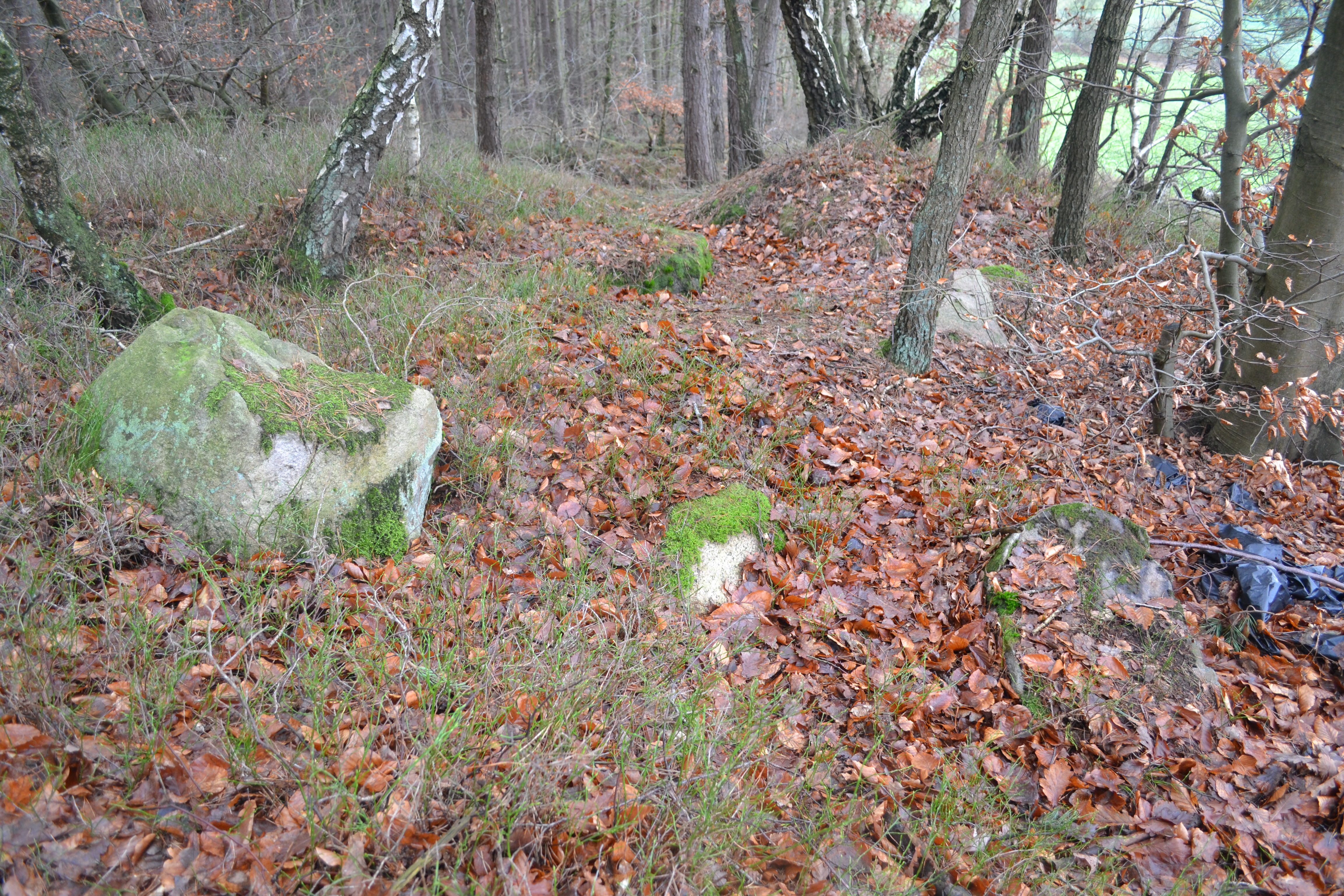
Grab II (2013)

Das Grab II, auch unter der Bezeichnung Eyendorf 7 geführt, liegt circa 180 Meter von Grab I entfernt am Waldrand. Das Grab wurde aufgrund des schlechten Zustandes bis heute nicht untersucht. 1937 wurden einige unverzierte Scherben aufgelesen. Die Steine liegen regellos verstreut und lassen keine Deutung der Form zu. Nach der Größe der Steine scheint es sich aber um eine Kammer gehandelt zu haben. An drei Steinen sind Sprengspuren von Steinschlägern zu erkennen, die versuchten, Baumaterial aus den Steinen zu gewinnen. Ein 1951 noch sichtbarer Hügel ist heute fast vollkommen verschwunden. Unter Umständen diente das Grab als Sandquelle für den Wegebau. Seit 1949 wurde das Grab vermutlich nicht weiter zerstört, was sich anhand von Bildvergleichen nachweisen lässt. Grab II wurde im Dezember 2015 im Rahmen einer Pflegemaßnahme gesäubert und leicht freigelegt.

## Beschreibung Grab III
Grab III, auch als Eyendorf 8 geführt, ist das am stärksten zerstörte Grab dieser Gruppe. Bei der Untersuchung 1937 war nur ein Hügel mit einem Loch sichtbar. Damals konnten keine Steine lokalisiert werden, so dass unklar war, ob es sich um eine Steinkammer handelte. Heute sind zwei Grabungstrichter von alten Raubgrabungen, ein leichter Hügel und drei große Steine lokalisierbar. Die heute sichtbaren Steine zeigen keine deutbare Form und liegen in einem größeren Bereich verstreut. Auch weisen diese Steine keine Sprengspuren auf. Grab III wurde ebenfalls im Dezember 2015 im Rahmen einer Pflegemaßnahme gesäubert.